# Ğ

A „Ğ” betű

A Ğ vagy ğ egy betű a török, az azeri és a láz nyelvben.

## A török ábécében
A török ábécében a kilencedik betű, neve yumuşak ge IPA: [jumuʃak ɟe]. Az arab غ (arab: غين ghayn) betű török megfelelője. Szó elején sosem található, csak magánhangzó után, szó közben vagy végén állhat.
A betűt magát nem ejtik, de meghosszabbítja az előtte álló magánhangzót: dağ (hegy) IPA: [daː], vagy yağ (olaj) IPA: [jaː]. A és ı betűk után a magánhangzóknak speciális „ízt” ad, a nyelv hátát egy kissé megemeljük, mintha egy k-t vagy g-t próbálnánk kiejteni. Ugyanakkor e és i után a magánhangzó IPA: [j]-s, míg o, ö, u és ü után IPA: [β]-s színezetet kap: Beğiş (egy török tengerparti település) IPA: [beːʲiʃ], oğuz (oguz ember) IPA: [oːβuz].
Török szavak más nyelvekbe történő átvétele során ez a betű általában g betűként, vagy gh betűkapcsolatként kerül át: a török yoğurt szó a magyarba joghurt-ként, az angolba pedig yog(h)urt-ént került át.

## Az azeri ábécében
Az azeri ábécében a tizedik betű, neve ğe, kiejtése IPA: [ɣ].

## A láz ábécében
A láz nyelv kétféle ábécét használ, a grúz ábécét, valamint a latin ábécét, mely a török ábécén alapul. Ebben a latin ábécében a ğ a IPA: [ɣ] hangot jelöli, grúz ábécébeli megfelelője a ღ.

## Karakterkódolás
| Karakterkészlet | Kisbetű (ğ) | Nagybetű (Ğ) |
| --------------- | ----------- | ------------ |
| Unicode         | U+011E      | U+011F       |
| HTML/XML        | &#287;      | &#286;       |